# Prototipo

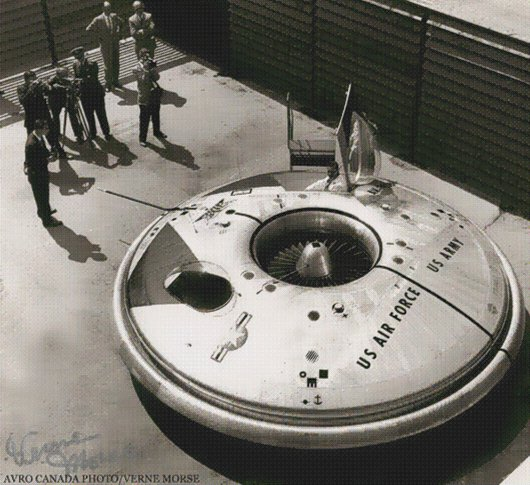
Prototipo di un veicolo aereo sviluppato dall'Esercito degli Stati Uniti d'America, denominato "Avrocar".

Il prototipo è il modello originale o il primo esemplare di un manufatto, rispetto a una sequenza di eguali o similari realizzazioni successive. Normalmente costruito in modo artigianale e in scala 1:1, sul prototipo verranno effettuati collaudi, modifiche e perfezionamenti, fino al prototipo definitivo, da avviare in un lotto pilota ed infine alla produzione in serie.
Il termine — prevalentemente utilizzato in riferimento a congegni, macchinari e veicoli — deriva dal greco antico πρωτότυπος?, prōtótypos, a sua volta da πρωτο, prōto ("precedente, primario") e τύπος, týpos ("tipo").
Il prototipo può essere concettuale, funzionale, tecnico o di preserie, e in ogni caso può svolgere funzioni differenti nell'azienda: può servire per valutare costi, tempi di ciclo, risposta del mercato e così via. Il prototipo non è una necessità avvertita solo dalle moderne aziende. Il ricorso al prototipo è, infatti, un'esigenza sentita sin dall'antichità, quando ci si poteva affidare solo a carta e attrezzi da disegno, per cui la realizzazione del prototipo permetteva di effettuare importanti osservazioni sul progetto in corso.

## Industria automobilistica

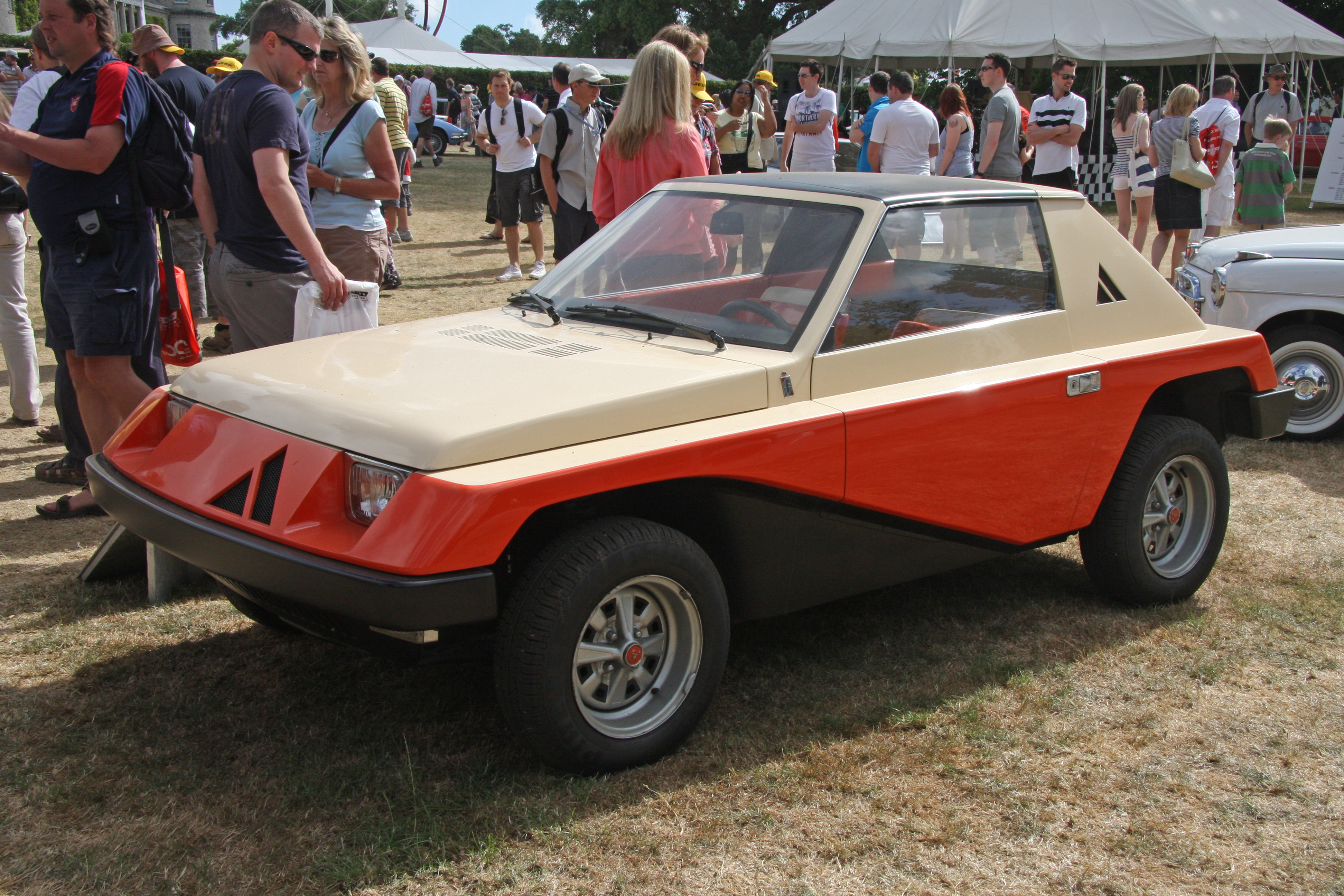
Il prototipo A112 Giovani del 1973

Nel campo dell'industria automobilistica il prototipo viene generalmente inteso come un'autovettura o una maquette sperimentale, il cui percorso evolutivo porterà alla realizzazione in serie di un nuovo modello di automobile da proporre al mercato.
Nella sostanza, il prototipo è una vettura di studio che consente, attraverso prove e collaudi, di individuare e correggere eventuali deficienze di progetto, di tipo strutturale, ergonomico, funzionale, estetico o relativo ai limiti imposti dall'industrializzazione del prodotto.
Tuttavia, esistono anche prototipi non destinati alla produzione in serie, ma realizzati per scopi scientifici o dimostrativi, come le concept car, per scopi pubblicitari o d'immagine, come le dream car, o per essere utilizzati nelle competizioni sportive, come le Sport Prototipo, gergalmente definite le "Prototipo" o i "Prototipi".

## Psicologia
La teoria del prototipo è un sistema di categorizzazione graduata nell'ambito delle scienze cognitive, in base al quale alcuni membri di una categoria semantica occupano una posizione più centrale di altri. Per citare un caso pratico, quando viene richiesto di dare un esempio del concetto "mobile", la sedia è nominata più frequentemente di sgabello. La teoria del prototipo è stata applicata anche nella linguistica, come parte del sistema di associazione tra elementi fonologici e semantici.